# 台湾再解放連盟
台湾再解放連盟（たいわんさいかいほうれんめい、Formosan League for Reemancipation）は1948年2月28日に香港において設立された、戦後台湾で初めて海外で組織された台湾独立運動組織。

## 概要
1947年12月最初に国際社会で台湾独立の理念を標榜し、後年政治犯として逮捕される黄紀男は、二二八事件で中国国民党による逮捕を恐れ漁船で台湾を脱出、上海を経由して香港に逃れ、その地で廖文毅と合流し、翌年の二二八事件1周年記念日に廖文毅、黄紀男、蘇新、蕭来福などの活動家により香港で「台湾再解放連盟」が結成された。連盟は海外初の台湾独立運動団体であり、廖文毅を主席に、黄紀男を秘書長に任命した。黄紀男によれば「台湾再解放連盟」の名称は廖文毅の兄である廖文奎が決定したものであり、日本より分離された台湾を、再度政治腐敗から解放する願いが込められた。
台湾再解放連盟の初期構成員は右派の廖文毅、黄紀男のみならず、左派活動家の蘇新、蕭来福等を包括していた。廖文毅は結成退会で「連邦論」を展開し、台湾は国民政府と連邦を成立させ、台湾の自治を獲得する意向であったが、黄紀男はこの構想に強く反対し台湾独立を主張、結局独立を基本方針に策定したと後年黄紀男は回送している。連盟成立後間もなく、蘇新ら左派活動家は連盟をと決別し。ここに「台湾再解放連盟」は台湾独立を強く志向する政治団体としての性格を整えた。
1948年9月1日、連盟が国際連合に対し主張した内容は下記のように台湾独立を明確に主張している。
1. 台湾と韓国は同等の待遇を受けるべきであり、アメリカの援助の下独立する。
2. 国連は1945年以降国民党が台湾で行なった圧政と台湾人虐待を調査すべきである。
3. 台湾人は一つの複合民族であり、近隣国家との政治関係は存在しない。
4. 50年の日本統治時代を経て台湾は講和会議での代表権を有し、台湾を一不動産として処理し、台湾人の利益を損なってはならない。

台湾人が少ない香港での活動に限界を感じた廖文毅は1949年12月に日本に渡り、日本において台湾独立運動を推進することとなった。